# Fritz Bösch
Fritz Bösch fue un deportista suizo que compitió en remo como timonel. Participó en los Juegos Olímpicos de Ámsterdam 1928, obteniendo una medalla de plata en la prueba de cuatro con timonel.

## Palmarés internacional
| Juegos Olímpicos | Juegos Olímpicos         | Juegos Olímpicos | Juegos Olímpicos   |
| Año              | Lugar                    | Medalla          | Prueba             |
| ---------------- | ------------------------ | ---------------- | ------------------ |
| 1928             | Ámsterdam (Países Bajos) | Medalla de plata | Cuatro con timonel |